# Eszperantó Enciklopédia
Eszperantó Enciklopédia /EE/ az eszperantó mozgalomról szóló enciklopédia (eszperantóul: Enciklopedio de Esperanto /röv.: EdE/), (Budapest - 1933).  Ivan Gennagyjevics Sirjajev kezdeményezte, aki kétezer feljegyzést készített. 1933-ban bekövetkezett halála után a projekt Kökény Lajos és Bleier Vilmos szerkesztésében és számos munkatárs segítségével folytatódott, valósult meg. Kétkötetes kiadásban (A–J, K–Z) jelent meg Budapesten a Literatura Mondo kiadónál 1933 második felében. Az enciklopédia mintegy 2500 cikket tartalmazott.
Magyarországon a Magyar Eszperantó Szövetség 1979-ben és 1986-ban egy kötetben, fotók nélküli újranyomtatásban ismét kiadta.
2001 óta a Wikipédia vette át az Eszperantó Enciklopédia szerepét.

## Az előszó
Az előszó szerint az enciklopédiát Ivan Gennagyjevics Sirjajev kezdeményezte, aki 1931-ben hét kicsi és egy nagy, kézzel írott füzetben küldte el művét a Literatura Mondonak. Arra törekedett, hogy a lehető legtöbb információt örökítse meg azokról az emberekről, akik a nemzetközi nyelvért dolgoztak. Sajnos nem élte meg elképzelésének megvalósítását, de a Literatura Mondo-nak sikerült annyi munkatársat toboroznia, hogy három év elteltével 640 oldalnyi szöveget és 300 oldalnyi képet lehetett átadni a kiadónak (1931-ben még a felét sem remélték).
A szerkesztők több ezer levelet kaptak, amelyekre postai úton nem tudtak válaszolni, de felhasználták őket a műben. Az egyes közreműködők változó hosszúságú cikkeket írtak, melyeknek semmi közük nem volt az adott téma fontosságához. Néhány cikk talán felesleges is volt, míg mások hiányoztak. A szerkesztők tiszteletben tartották az együttműködők véleményét, még akkor is, ha ők maguk nem azonosultak vele.
A legátfogóbb cikkek az egyes országok tevékenységeire vonatkoztak. Csak azokat a részleteket távolították el a cikkekből, amelyek megbízhatóságában a szerkesztők kételkedtek. Kerülték a neologizmusokat és a kezdők számára is az egyértelműségre törekedtek.
Végül a szerkesztők köszönetet mondanak minden közreműködőnek, olvasónak és a kiadónak munkájáért, mely addig a legnagyobb kiadói tevékenység volt Esperanto-országban (Esperantujo).

## Szerkesztők
Ivan Sirjajev a kezdeményező, Kökény Lajos és Bleier Vilmos főszerkesztők, Kalocsay Kálmán nyelvi lektor. Sokan hozzájárultak az EdE megjelenéséhez, amelyek közül az enciklopédia bevezetőjében 57 közreműködő és 50 cikkszerkesztő vagy tanácsadó szerepel.

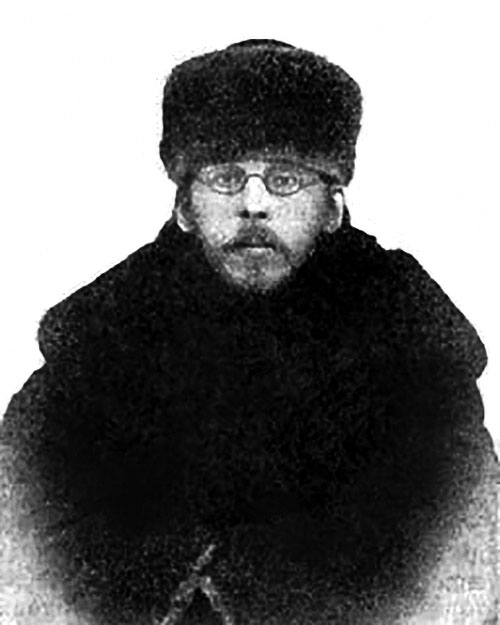
Ivan Gennagyjevics Sirjajev
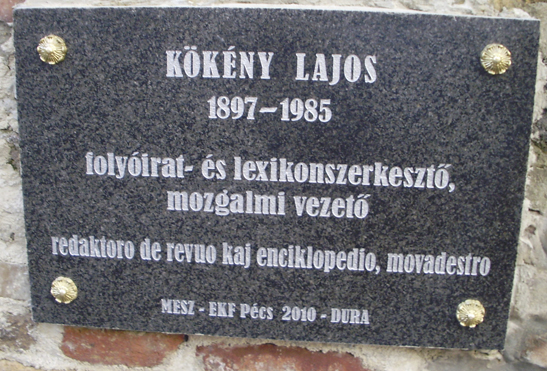
Kökény Lajos emléktáblája Pécsett az Eszperantó Parkban
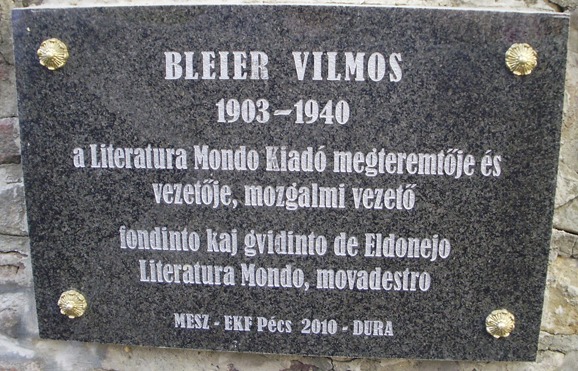
Bleier Vilmos emléktáblája Pécsett az Eszperantó Parkban
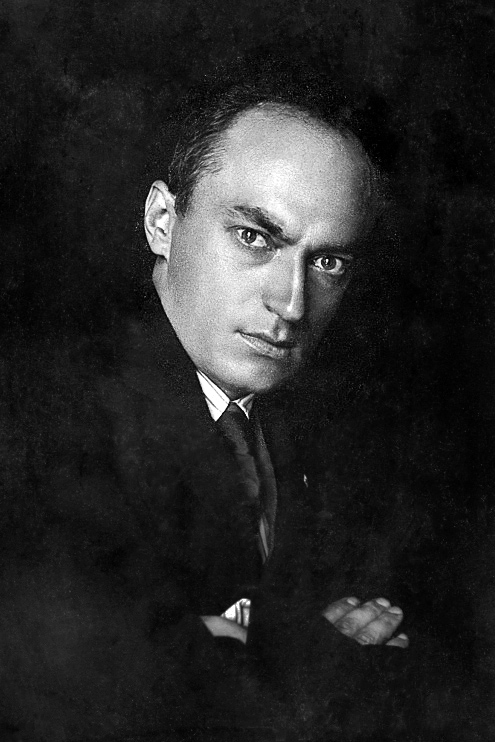
Kalocsay Kálmán

Az enciklopédia szerkesztésének további közreműködői

## Újbóli kiadása
Az EdE új kiadását az 1970-es és 1980-as évekre tervezték. Az Esperanto en Perspektivo de 1974 írás a 677. oldalon jelezte, hogy a munka kielégítően halad. A kiadás azonban nem történt meg. Az enciklopédia szerepét 2001 óta nagyrészt a Wikipédia vette át.

### Magyar nyelvű változata
Az EdE enciklopédiának nem készült magyar nyelvű fordítása. A Magyarországi Eszperantó Szövetség (MESZ) 2010 óta próbálja, az Eszperantó Világszövetség mintájára, a Wikipédia olvasó-közösségének, minél szélesebb körben történő, az eszperantó nyelvvel kapcsolatos, magyar nyelvű információ ellátását megvalósítani. A MESZ készít beszámolókat, szócikkeket az eszperantó Wikipédiára is.
Az enciklopédia elérése a magyar Wikipédián: a webes Eszperantó Enciklopédia elemei
(2021. május 11-én elkészült a 200. kategorizált szócikk.)

## Oldalai az eszperantó Wikipédián
Bővebben: Munkaoldalak (Laboraj paĝoj)

## Fordítás
- Ez a szócikk részben vagy egészben  az   Enciklopedio de Esperanto című eszperantó Wikipédia-szócikk ezen változatának fordításán alapul.  Az eredeti cikk szerkesztőit annak laptörténete sorolja fel. Ez a jelzés csupán a megfogalmazás eredetét és a szerzői jogokat jelzi, nem szolgál a cikkben szereplő információk forrásmegjelöléseként.